# 하이엔드 카메라

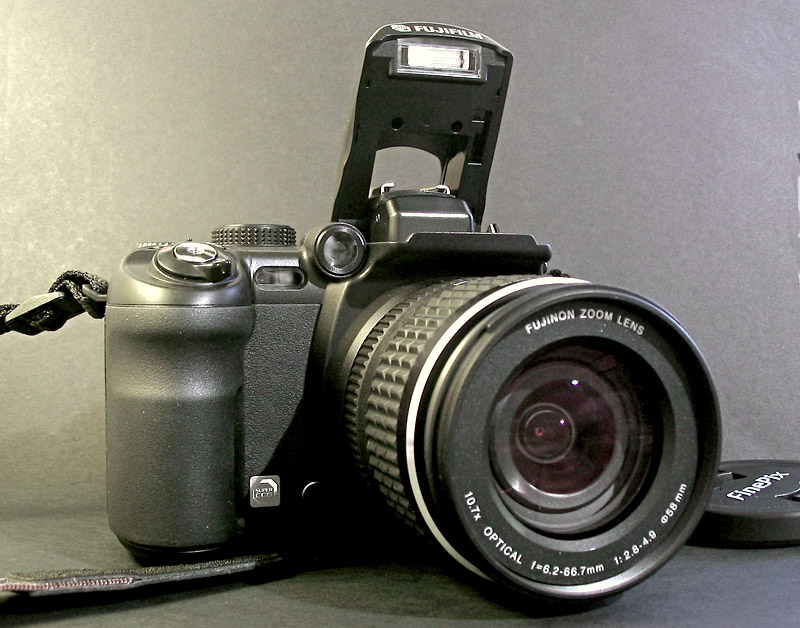

하이엔드 카메라(또는 하이엔드 디카,Hi-End Digital Camera)는 각 카메라 메이커들 컴팩트 카메라 중의 최상위(Hi-End) 모델로서, 컴팩트 디지털 카메라로 구현이 가능한 모든 기능과 그에 걸맞은 사양을 갖춘 최고급 모델을 의미한다. 보통의 컴팩트 디지털 카메라의 센서 크기보다 더 큰 2/3인치나 1/1.6인치 CCD를 사용한 제품을 이미지 센서로 사용해, 일반적인 디카에 비해 더 높은 심도 표현과 좋은 화질의 사진을 얻을 수 있다. 최근에는 광학 18배줌 이상의 초망원 모드를 지원하는 슈퍼줌클래스도 일반적으로 위의 조건을 만족하기 때문에 하이엔드 카메라로 분류된다.

## 하이엔드 카메라와DSLR의 차이
- 하이엔드는 기본적으로 컴팩트 카메라의 범주에 속하기 때문에 렌즈교환식인 DSLR(Digital single-lens reflex camera, digital SLR)과는 달리 렌즈 교환을 할 수 없다.
- DSLR과 비교했을 때 이미지 센서의 크기가 작기 때문에 해상력이 떨어진다.
- 하이엔드에서 렌즈교환이라 함은 광각이나 망원성능을 조금 향상시켜주는 컨버터 렌즈의 탈착을 의미한다.
- HD급 동영상 촬영등 컴팩트 카메라의 기능을 모두 포함하고 있으면서도, DSLR에 비해서 가볍고 저렴하기 때문에, 동영상 촬영이 불가능한 저가형 DSLR에 비해서 가격대 성능비가 좋다.

## 장단점

### 장점
- 일반 컴팩트 디지털 카메라에 비해서 좋은 이미지 센서를 채택하여, 화질 및 심도표현에 있어서 우위를 지니고 있다.
- 셔터스피드, 노출조정, ISO감도(감광 속도) 조절 등 일반 디카에서는 불가능한 고급 수동기능을 모두 쓸 수가 있다.
- 렌즈가격을 포함한 DSLR카메라에 비해서 가격이 저렴하다.
- 일반적으로 하이엔드에 포함되는 렌즈는 접사부터 망원이 가능하며, DSLR로 이러한 다양한 렌즈 구성을 하려면 수배에서 수십배의 가격부담이 있다.
- 각 메이커의 최고급 붙박이 렌즈를 장착하여, 일부 저가형 DSLR 렌즈군까지 커버하는 탁월한 해상력을 보인다.
- 동영상 촬영 등 컴팩트 카메라로서 표현할 수 있는 모든 기능을 가진다.
- DSLR에 비해서 상대적으로 가벼운 바디 무게를 지니고 있어, 휴대가 간편하다.

### 단점
- 일반적으로 DSLR에 비해서 이미지센서 크기가 작기 때문에, 이는 해상력 등 화질 감소요인으로 이어진다.
- 일반 컴팩트 카메라에 비해서 가격이 비싸다.
- DSLR과는 달리 렌즈 교환을 할 수 없다.

## 참고 문헌
- 박기덕 (2005). 《DSLR카메라 입문 (선명한 사진 촬영과 보정을 위한)》. 대림출판사. ISBN 9788972807285.